# Ian Agol

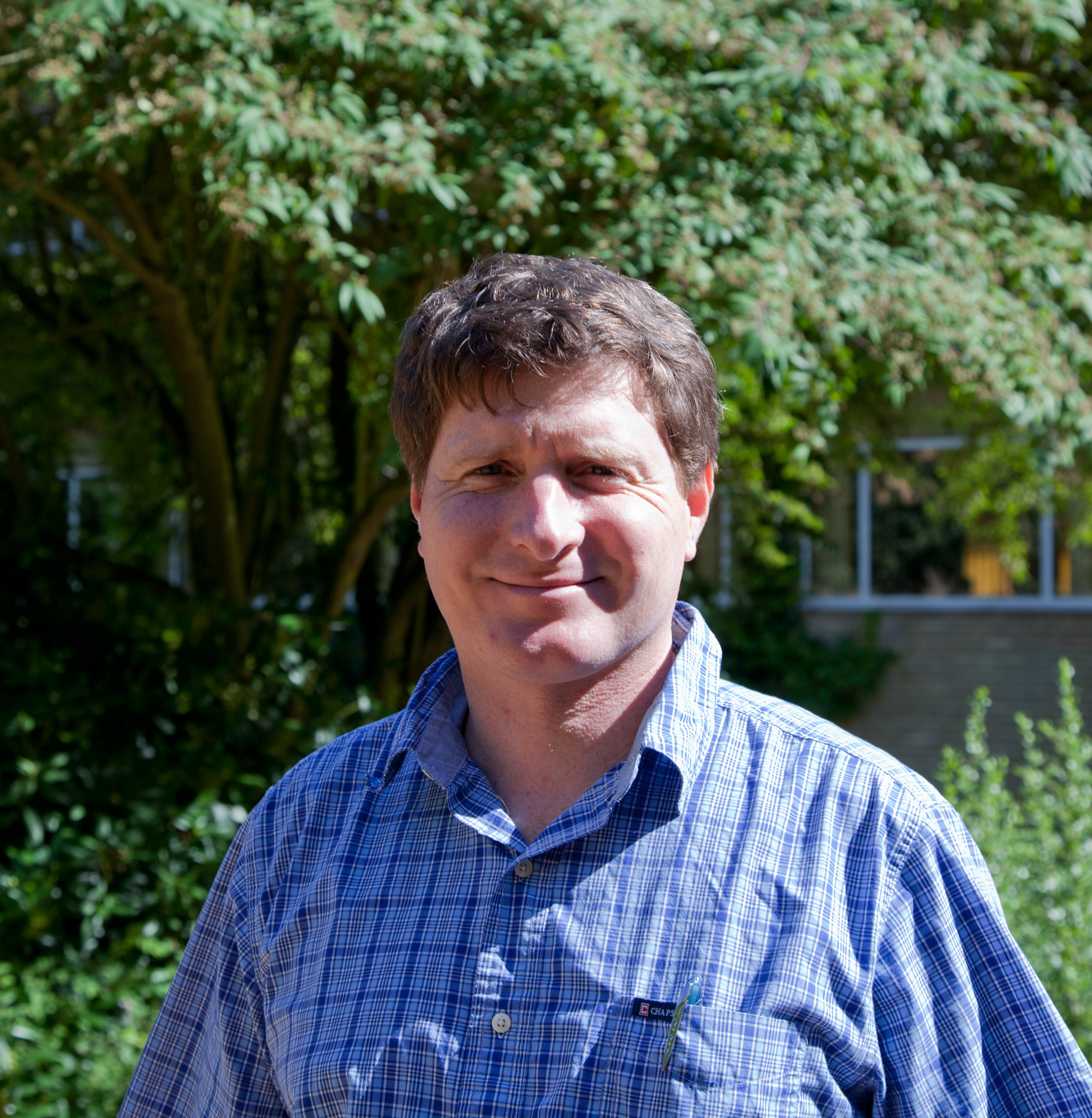
Ian Agol, Aarhus 2012

Ian Agol (* 13. Mai 1970 in Hollywood, Kalifornien) ist ein US-amerikanischer Mathematiker, der sich vor allem mit der Topologie von dreidimensionalen Mannigfaltigkeiten befasst.
Agol promovierte 1998 an der University of California, San Diego bei Michael Freedman (Topology of hyperbolic 3-manifolds). Er war Professor an der University of Chicago und ist Associate Professor an der University of California, Berkeley.
Ian Agol, Danny Calegari und David Gabai erhielten 2009 den Clay Research Award für den Beweis der Marden Tameness Conjecture („Zahmheitsvermutung von Marden“), einer Vermutung von Albert Marden, die dieser allerdings nur als Frage formulierte. Sie besagt, dass eine hyperbolische 3-Mannigfaltigkeit mit endlich erzeugter Fundamentalgruppe homöomorph zum Inneren einer kompakten, eventuell berandeten 3-Mannigfaltigkeit ist (die Mannigfaltigkeit ist zahm). Eine äquivalente Formulierung ist, dass die Enden eine lokale Produktstruktur haben. Die Vermutung wurde 2004 von Agol und unabhängig von Calegari und Gabai bewiesen. Teilresultate (und insbesondere die Gültigkeit für geometrisch endliche hyperbolische 3-Mannigfaltigkeiten) waren schon vorher bekannt. Unter anderem hatte auch Agols Doktorvater Freedman lange daran geforscht. Aus ihr folgt unter anderem (durch die Arbeiten von William Thurston und Richard Canary) auch eine Vermutung von Lars Ahlfors über die invarianten Grenzmengen Kleinscher Gruppen (nämlich, dass diese entweder Maß Null oder volles Maß haben und in letzterem Fall dann die Wirkung der Gruppe ergodisch im ganzen Raum ist). Die Vermutung vervollständigt auch die Klassifikation Kleinscher Gruppen.
2005 war er Guggenheim Fellow. 2006 war er Invited Speaker auf dem Internationalen Mathematikerkongress in Madrid (Finiteness of arithmetic Kleinian reflection groups). 2012 wurde er mit dem Senior-Berwick-Preis ausgezeichnet. Für 2013 wurde ihm der Oswald-Veblen-Preis zugesprochen. Er ist Fellow der American Mathematical Society. Er wurde als Plenarsprecher auf dem Internationalen Mathematikerkongress 2014 in Seoul ausgewählt (Virtual properties of 3-manifolds).
2012 bewies er die auf Friedhelm Waldhausen zurückgehende „Virtuell-Haken-Vermutung“. Sie besagt, dass jede irreduzible 3-Mannigfaltigkeit von einer Haken-Mannigfaltigkeit endlich überlagert wird. Dabei bewies er mit Daniel Wise auch die lange offene Vermutung von William Thurston (1982), dass jede hyperbolische 3-Mannigfaltigkeit virtuell gefasert ist.
2013 erhielt er gemeinsam mit Daniel Wise den Oswald-Veblen-Preis für seine fundamentalen Beiträge zur hyperbolischen Geometrie, 3-dimensionalen Topologie und geometrischen Gruppentheorie. Für 2016 wurde ihm der Breakthrough Prize in Mathematics zugesprochen. Ebenfalls 2016 wurde er in die National Academy of Sciences gewählt, 2025 zum Mitglied der American Academy of Arts and Sciences.
Sein Zwillingsbruder Eric Agol ist Astronomieprofessor an der University of Washington in Seattle.

## Schriften
- Bounds on exceptional Dehn filling, Geom. Topol. 4 (2000), 431–449. ArXiv
- mit D. Long, A. Reid: The Bianchi groups are separable on geometrically finite subgroups, Ann. of Math. (2) 153 (2001), no. 3, 599–621. ArXiv
- Tameness of hyperbolic 3-manifolds, Preprint 2004. ArXiv
- mit P. Storm, W. Thurston: Lower bounds on volumes of hyperbolic Haken 3-manifolds. With an appendix by Nathan Dunfield, J. Amer. Math. Soc. 20 (2007), no. 4, 1053–1077. ArXiv
- Criteria for virtual fibering, J. Topol. 1 (2008), no. 2, 269–284. ArXiv
- mit D. Groves, J. F. Manning: Residual finiteness, QCERF and fillings of hyperbolic groups, Geometry and Topology, 13 (2009), no. 2, 1043–1073. ArXiv
- mit Y.Liu: Presentation length and Simon's conjecture, J. Amer. Math. Soc. 25 (2012), no. 1, 151–187. ArXiv
- The virtual Haken conjecture. With an appendix by Ian Agol, Daniel Groves, and Jason Manning, Documenta Math. 18 (2013) 1045--1087 ArXiv
- mit D. Groves, J. F. Manning: An alternate proof of Wise's malnormal special quotient theorem. Forum Math. Pi 4 (2016), e1, 54 pp